# Código Villi
O Código Ville é a sequência numérica destinada a formar o som triguilhar das harpas italianas e a técnica era de conhecimento dos antigos artesãos de Itália e tal técnica desapareceu com a morte de Niccolò Perotti em 1470.